# Larva migrans
Larva migrans je odborné označení pro larvy hlístic, které migrují po těle hostitele. Larvy mohou migrovat různými tkáněmi v závislosti na druhu parazita, místě vstupu do hostitele a cílovém místě parazitování (predilekční místo). Lokalizace larev rovněž závisí na tom, kam je zanesena larva krevním oběhem. Podle místa migrace se potom rozlišuje na:
- larva migrans visceralis (larvy migrující ve vnitřních orgánech, zejména játrech, plicích, ledvinách, mozku)
- larva migrans ocularis (larvy migrující v oku)
- larva migrans cutanea (larvy migrující v podkoží)

Při infekci člověka hlísticemi se často hovoří o tzv. syndromu larva migrans. Jedná se o komplex příznaků vyvolaných migrujícími larvami hlístic.